# Cua de sodi de la Lluna

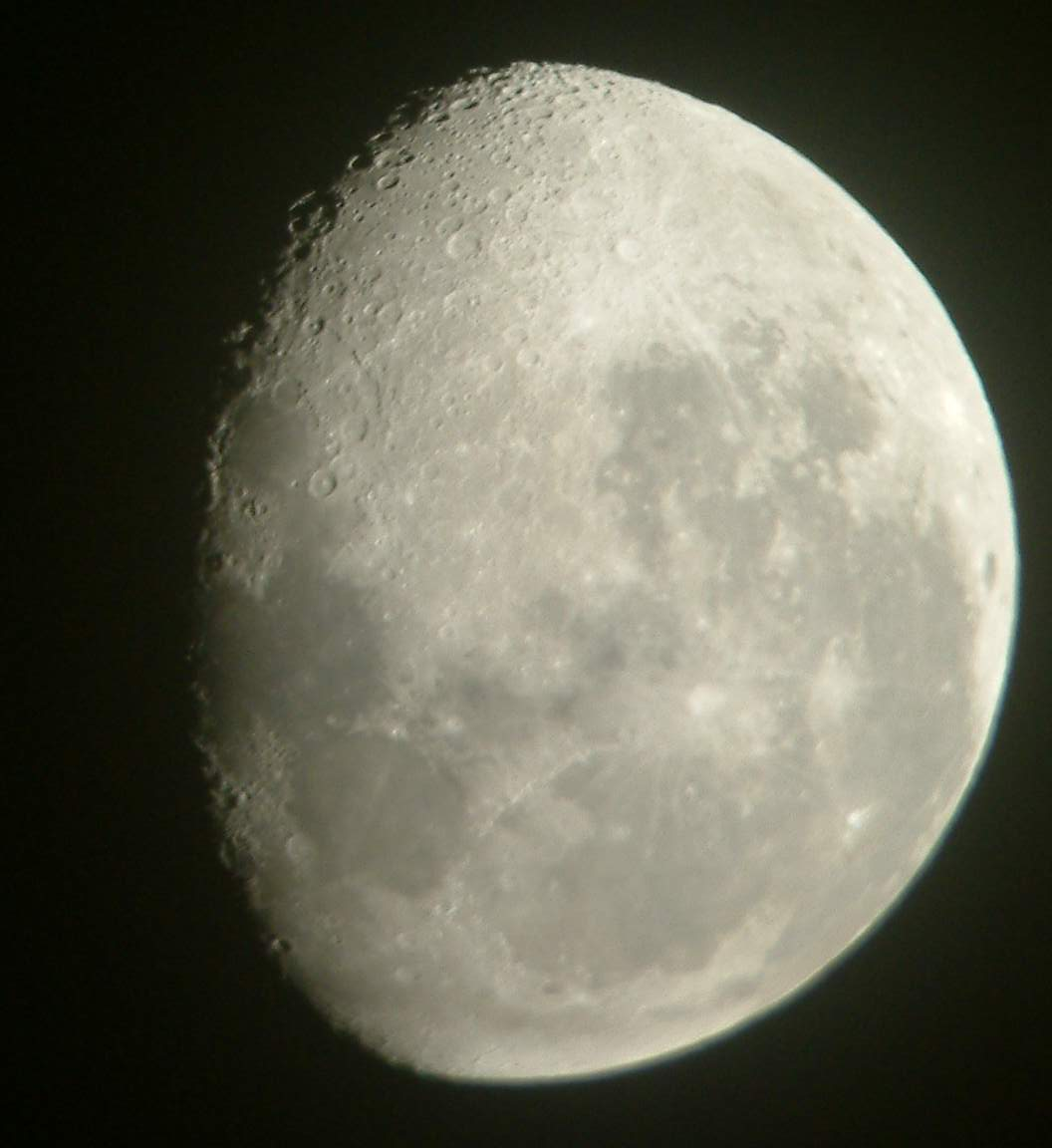
La Lluna conté una cua de sodi, però no és visible per l'ull humà

La Lluna té una "cua" d'àtoms de sodi, però són molt febles per a ser detectats per l'ull humà. És centenars de milers de quilòmetres de llarg, i va ser descobert el 1998, com a resultat dels científics de la Universitat de Bostonobservant la pluja de meteorits Leònids. La Lluna està constantment llançant gas de sodi atòmic de la seva superfície, i la pressió de la radiació solar accelera els àtoms de sodi en el sentit contrari al Sol, formant una cua allargada que apunta al mateix sentit.
La pluja de meteorits Leònids de 1998 va mostrar la triplicació temporal de la massa de la cua mitjançant l'addició de més àtoms de sodi desgasificant-se per la Lluna. L'impacte diari de petits meteoroides i similars produeix una «cua» constant a la Lluna, però els Leònids s'havien intensificat, i per això va ser més observable del normal des de la Terra.